# Ancien couvent des Jacobins de Poligny
Pour les articles homonymes, voir Jacobin.
Le couvent des Jacobins de Poligny est un ancien couvent Jacobins (ordre des Prêcheurs dominicains), et une église Notre-Dame de style gothique rayonnant du XIIIe siècle à Poligny dans le Jura en Bourgogne-Franche-Comté. Le couvent est classé aux monuments historiques depuis le 17 août en 1945, et héberge à ce jour le lycée hôtelier Hyacinthe Friant. Il a accueilli la Coopérative Viticole de Poligny du vignoble du Jura.

## Historique
En 1221, le comte palatin Othon III de Bourgogne (arrière petit fils de l'empereur germanique Frédéric Barberousse et vassal du Saint-Empire romain germanique) fait édifier l'église collégiale dédiée à Notre-Dame au pied de son château fort de Poligny du IXe siècle, avec trois nefs et sans transept.

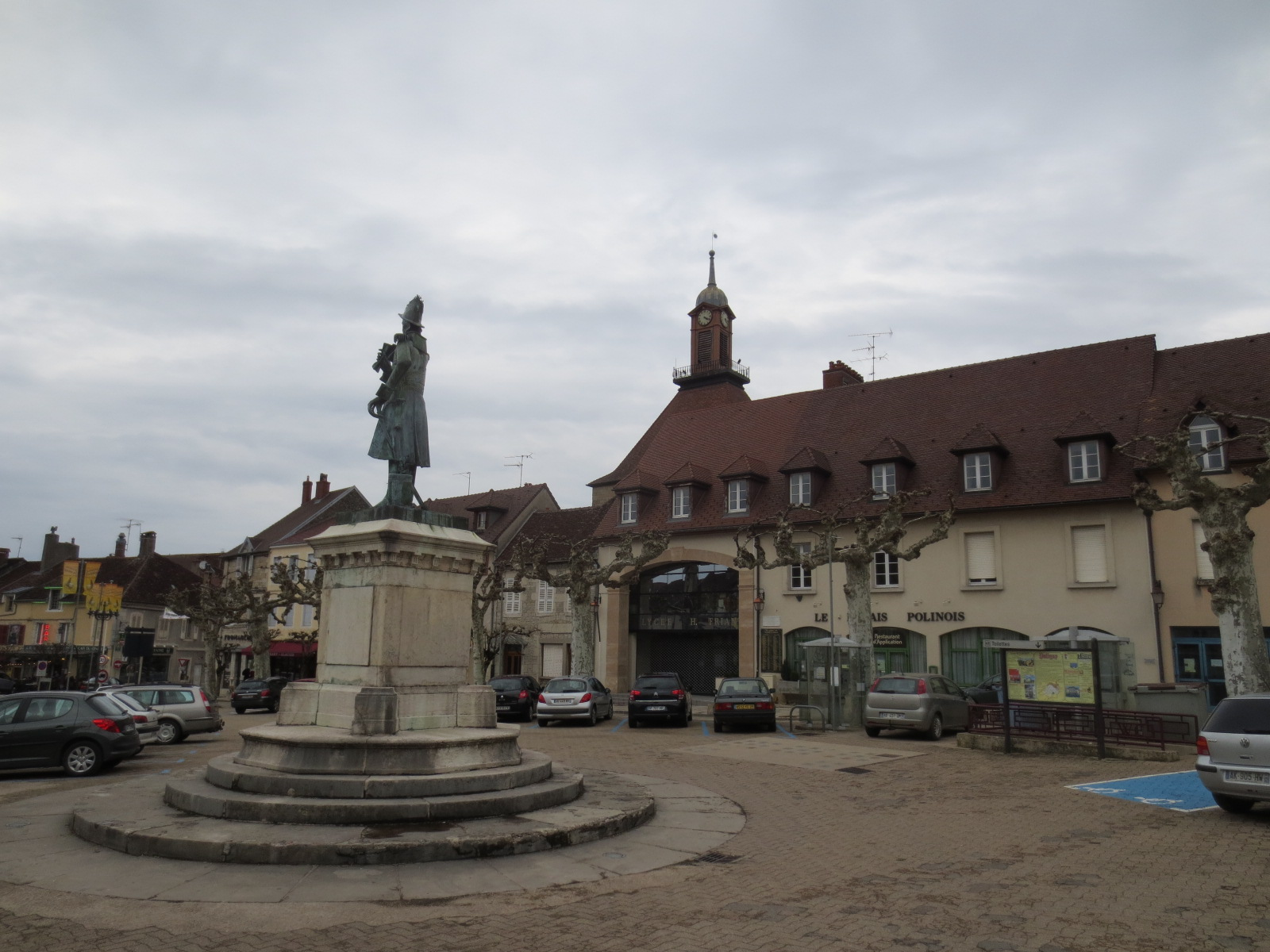
Tour de la Bibliothèque, avec clocheton à l'impériale à horloge
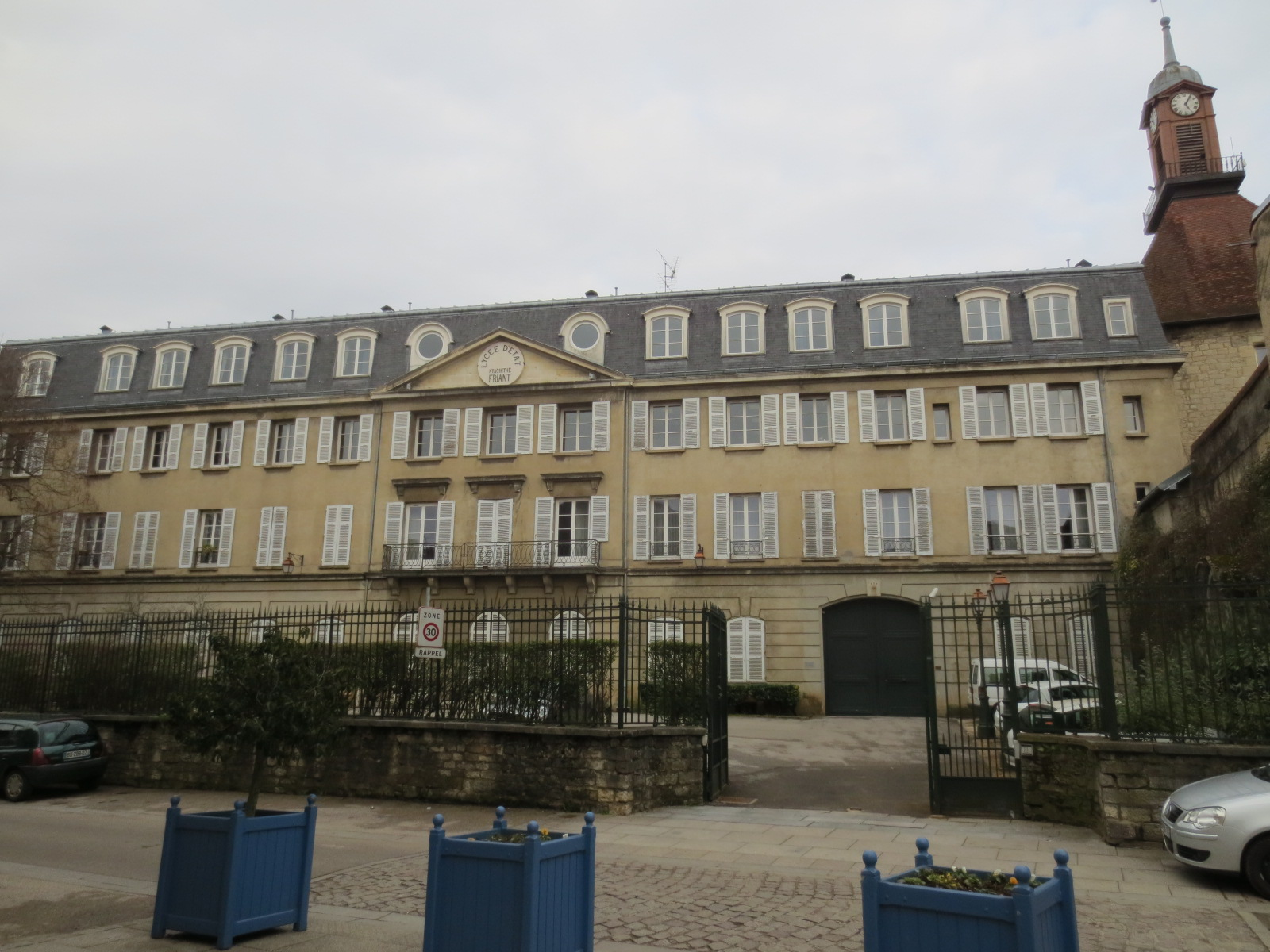
Lycée hôtelier et tour carrée de la Bibliothèque
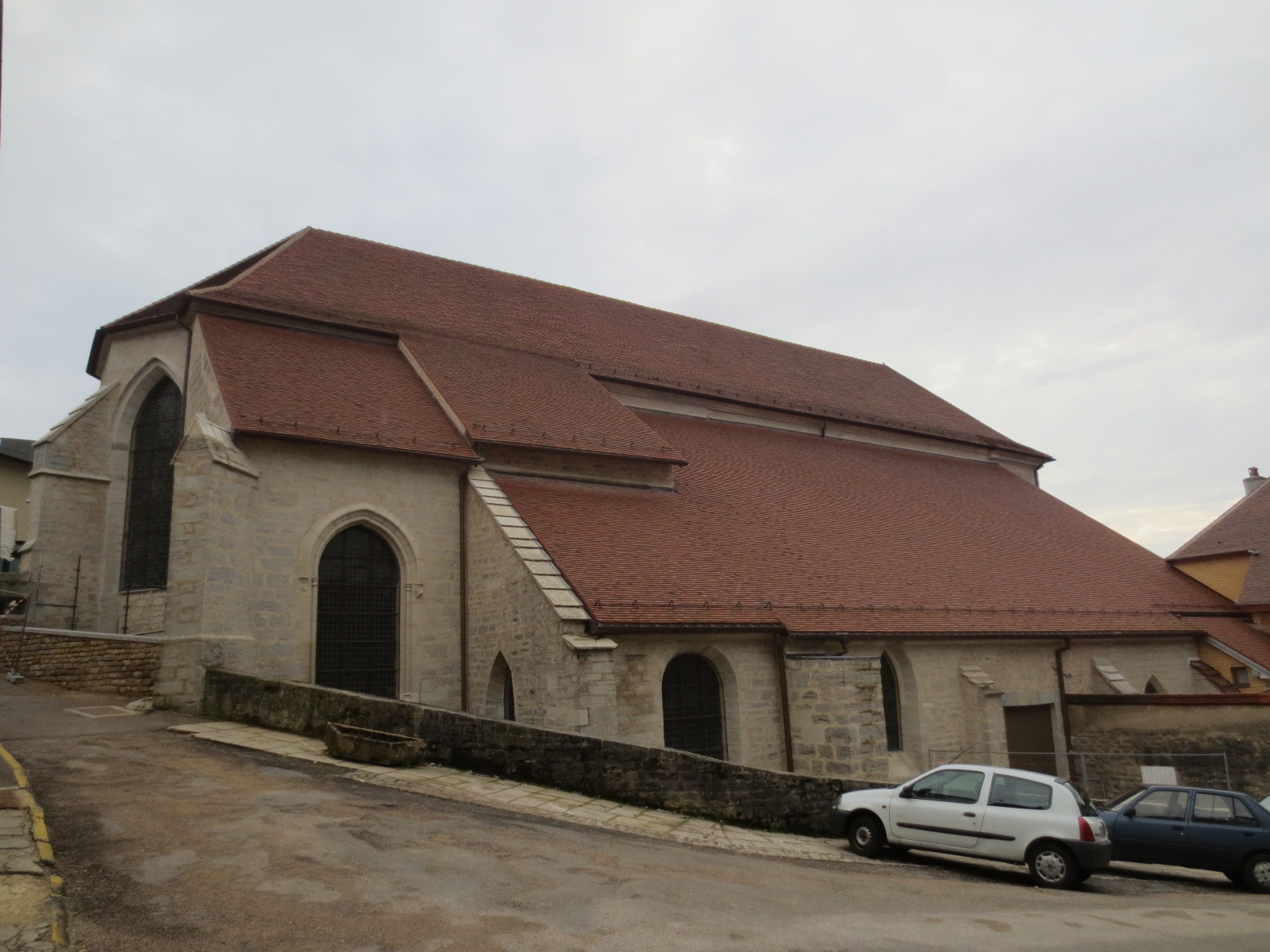
Vue arrière de l'église

En 1248, à la suite de la disparition du comte sans descendant, sa sœur Adélaïde Ire de Bourgogne lui succède au titre de comtesse de Bourgogne, et change la destination de l'édifice en 1271 en fondant un couvent ou elle installe le 16 mai 1276 une congrégation de Frères Prêcheurs. Les plus illustres familles de Poligny y ont leurs monuments funéraires.
L'église conserve jusqu'à aujourd'hui les grandes lignes de son architecture gothique, très sobre. Des chapelles latérales sont ajoutées au nord aux XIVe et XVe siècles.
Au XVe siècle, la grosse tour carrée surmontée du clocheton à horloge de style clocher comtois à dôme à l'impériale, dite « Tour de la Bibliothèque » est intégrée aux remparts fortifiés de la cité et du château fort de Poligny.

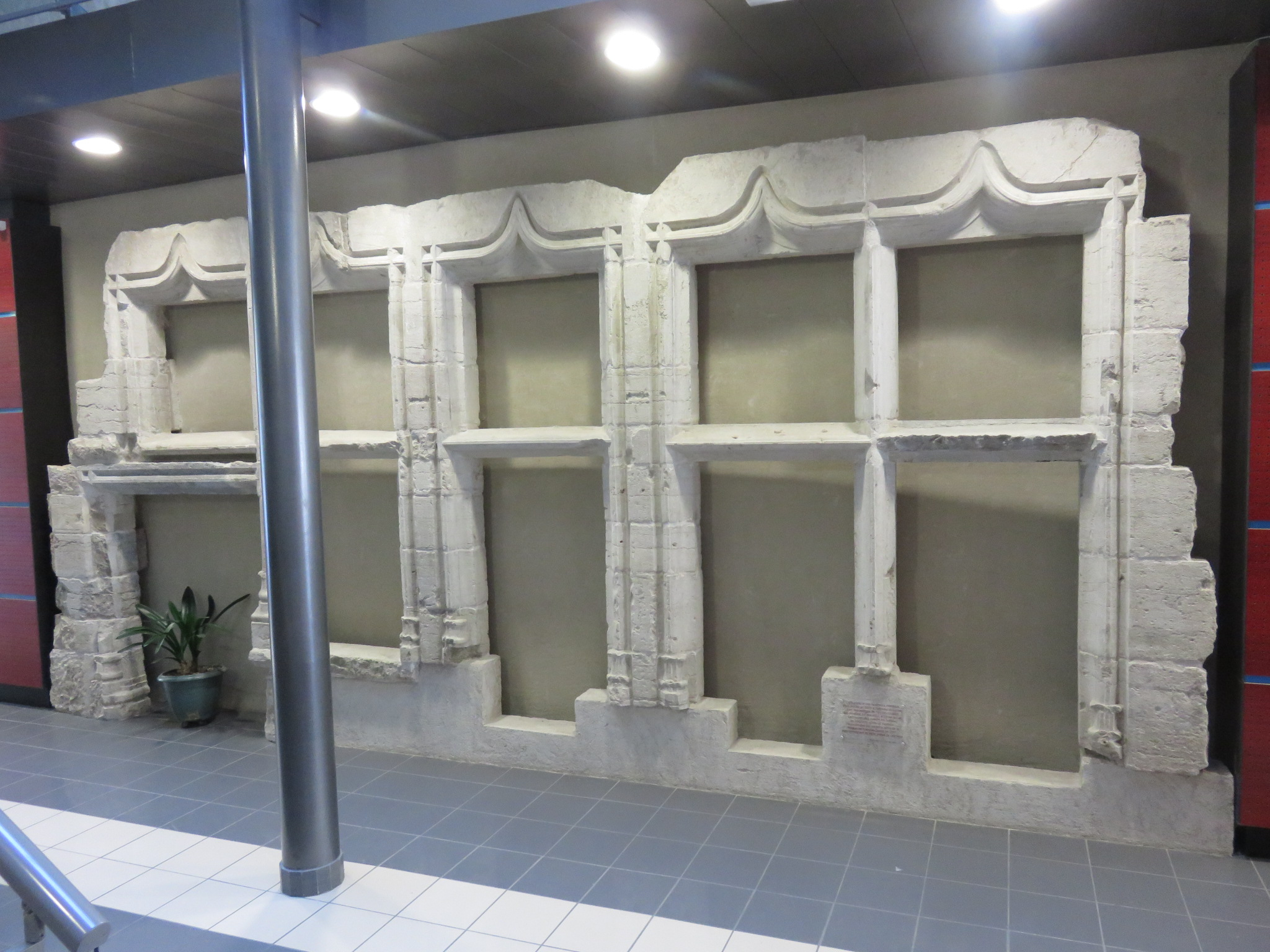
Porte et fenêtres à meneaux du XVIe siècle
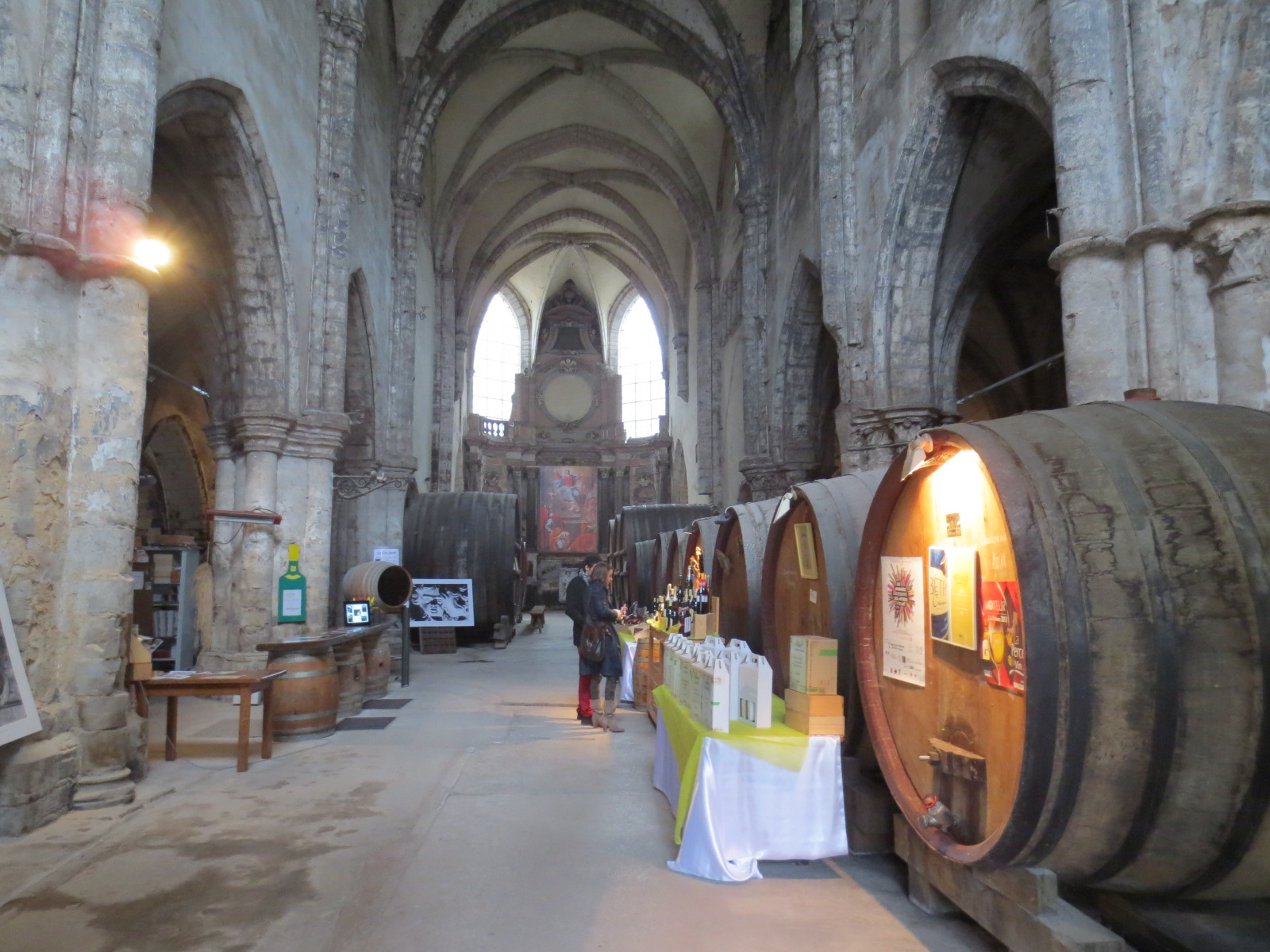
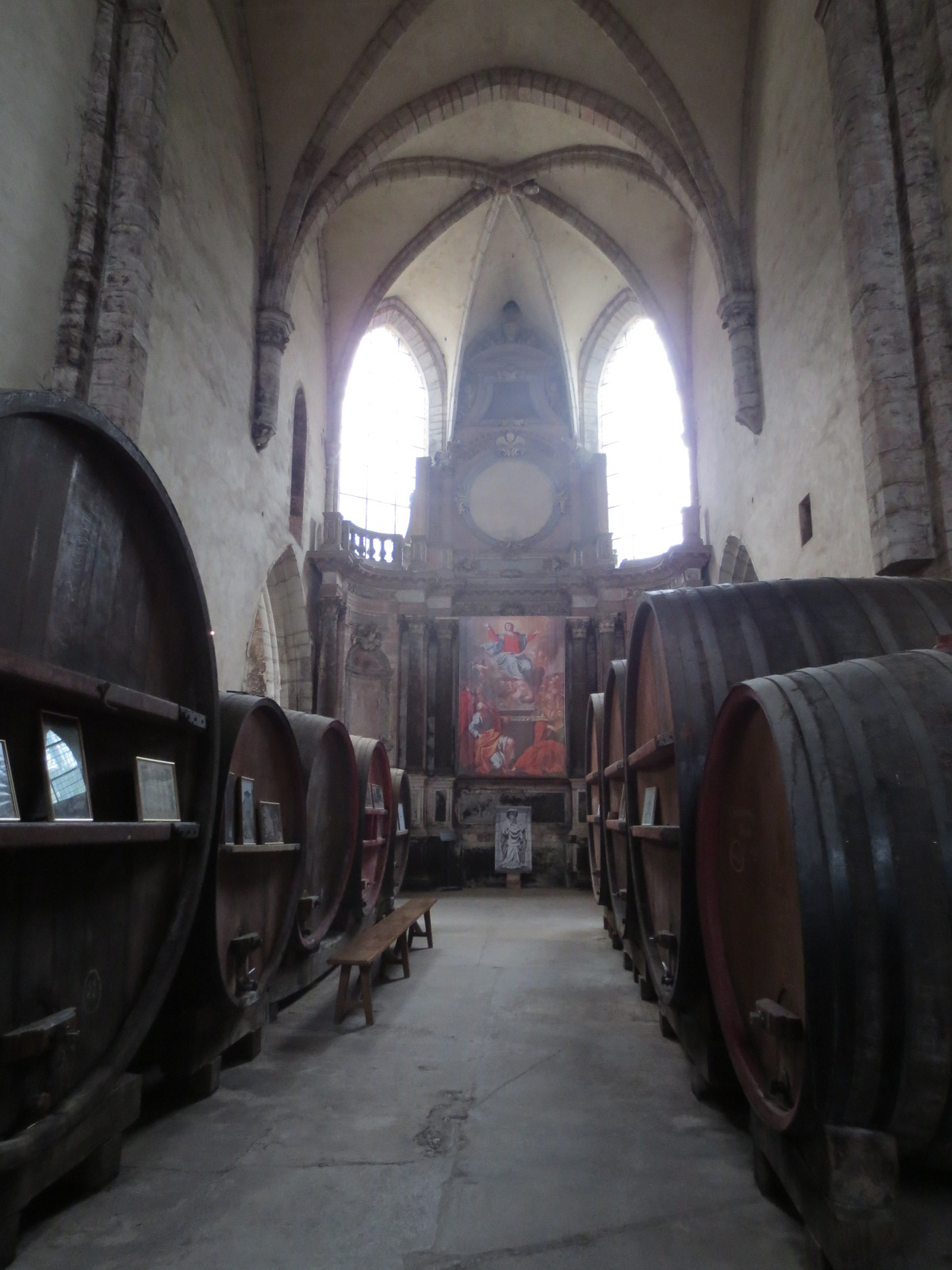
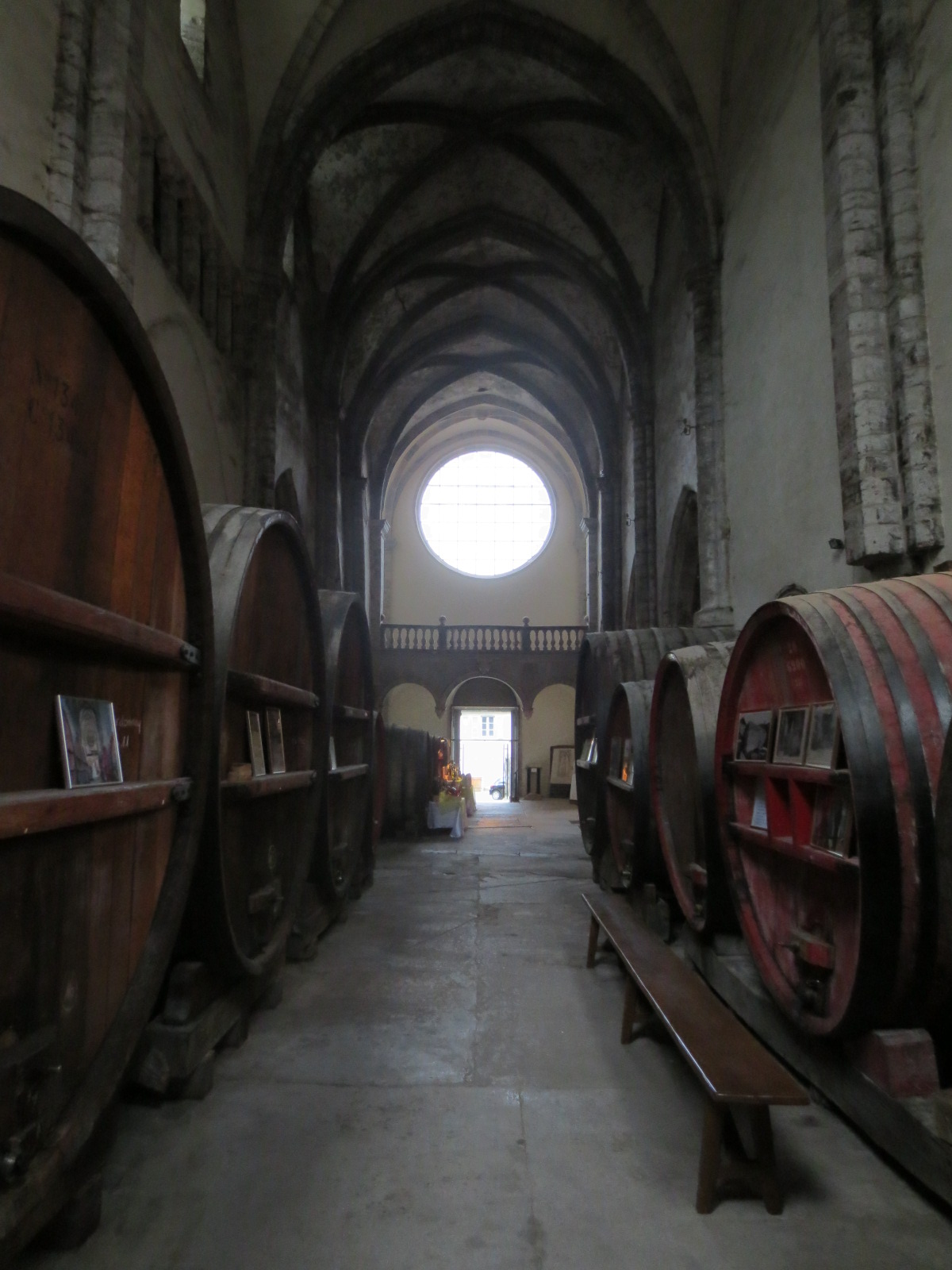

Le 26 juin 1638, lors de la guerre de Dix Ans (Franche-Comté) entre le Royaume de France et les Habsbourg d'Autriche et d'Espagne, les troupes françaises du duc Henri II d'Orléans-Longueville incendient Poligny et massacrent la population qui lui résiste farouchement sur ordre du roi Louis XIII. Le couvent est alors en cendre et l’église n’a plus de toiture.
Des travaux de restaurations sont lancés, qui vont modifier un peu l'architecture du chevet à trois pans, et surtout permettre l'installation de l'imposant retable de Nicolas Nicole, encore visible aujourd'hui, quoique dépouillé de ses ornements.
En 1715, les dominicains font transformer la façade de l’église en style classique et ajoutent une dernière travée, plus étroite, formant tribune, permettant accueillir en 1721, un orgue du facteur Marin Carouge.

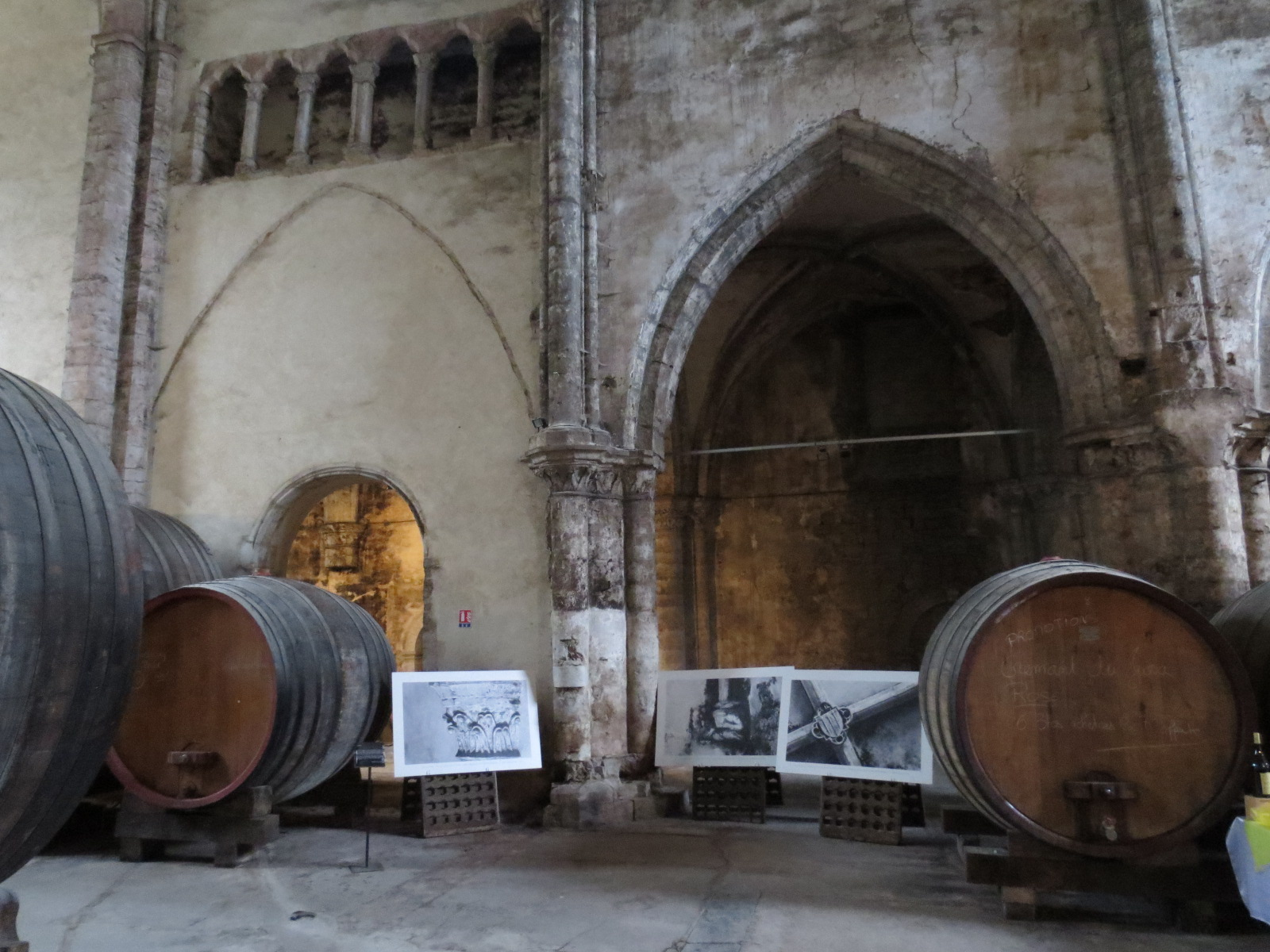
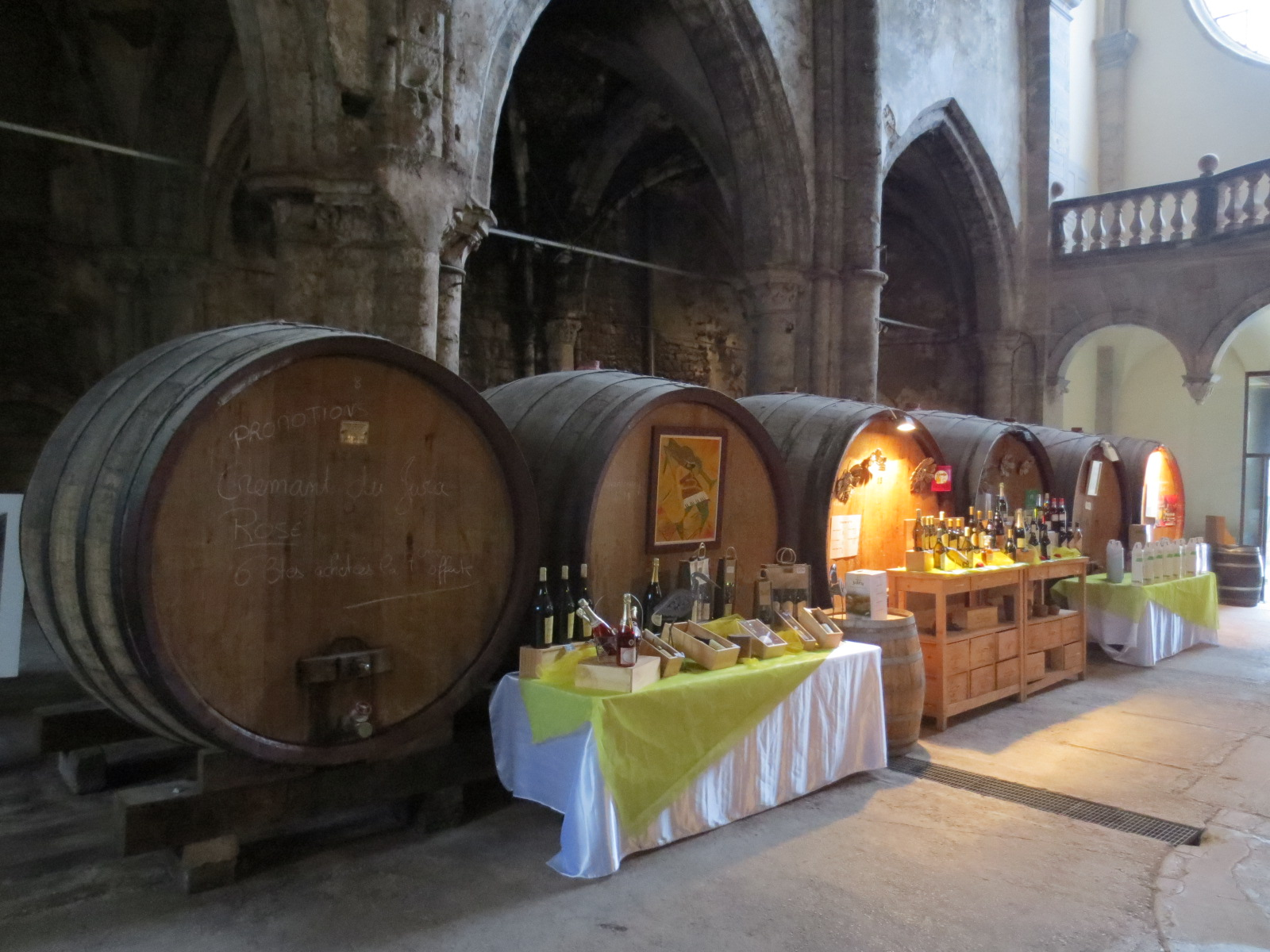
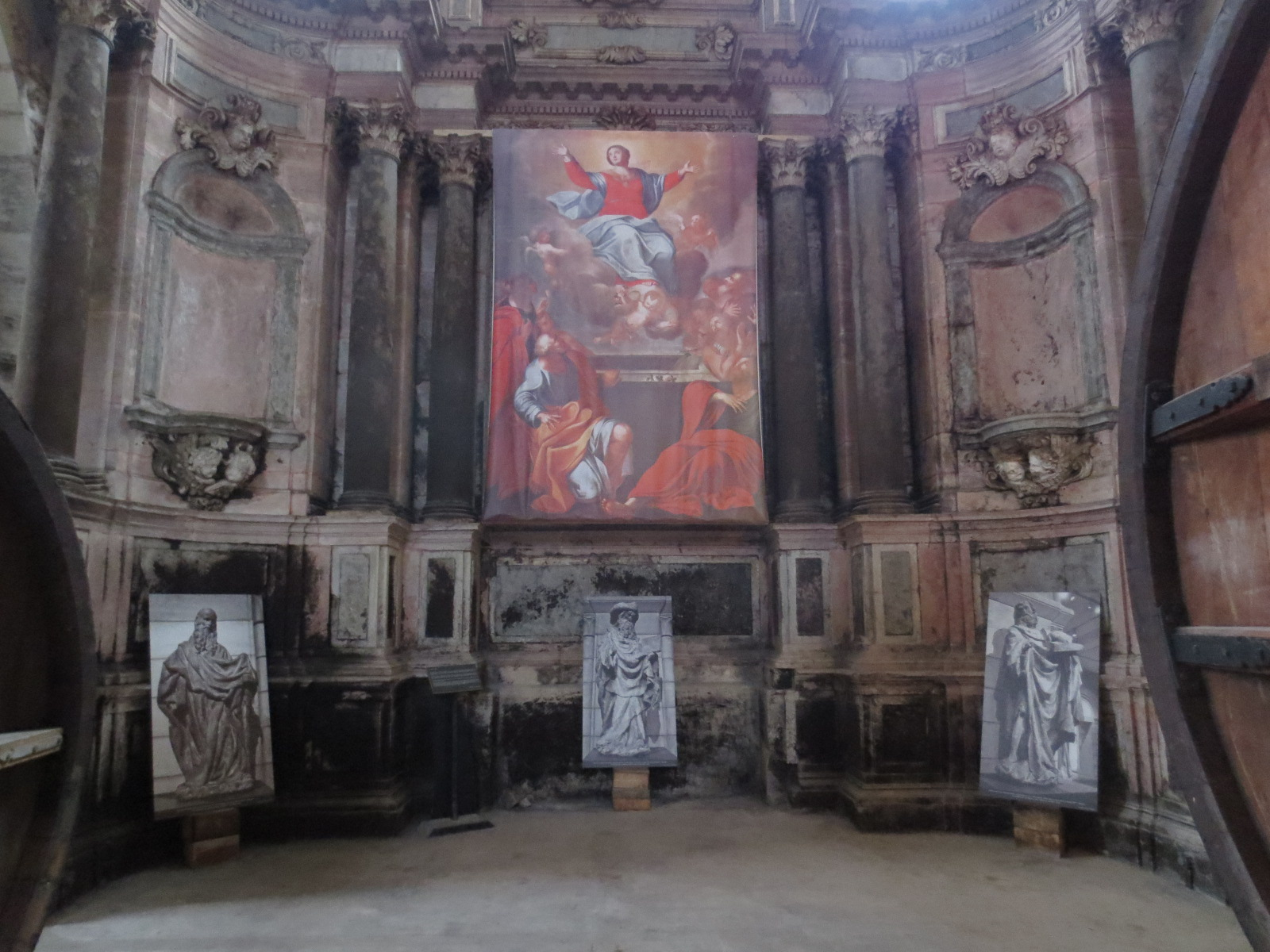
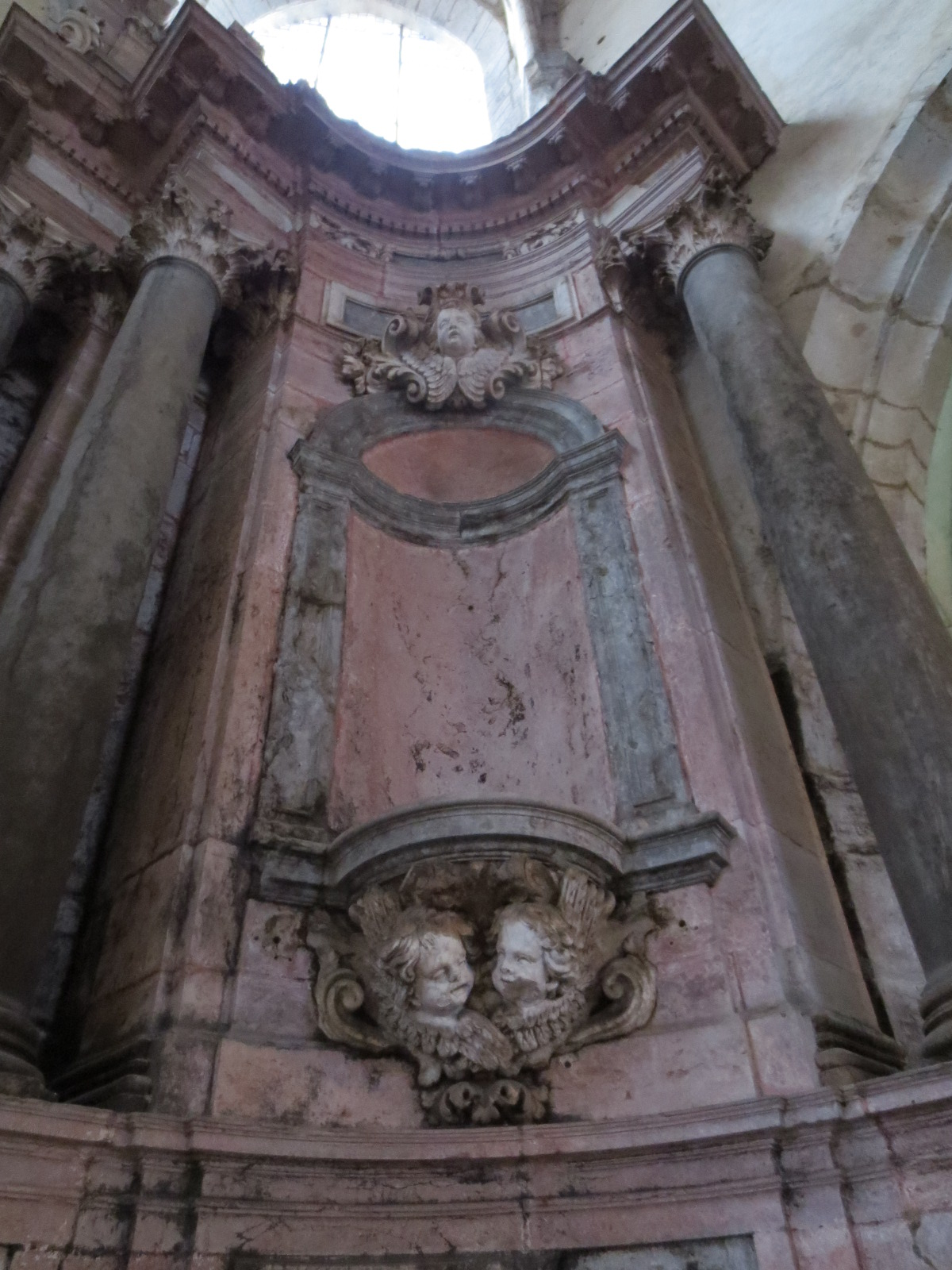
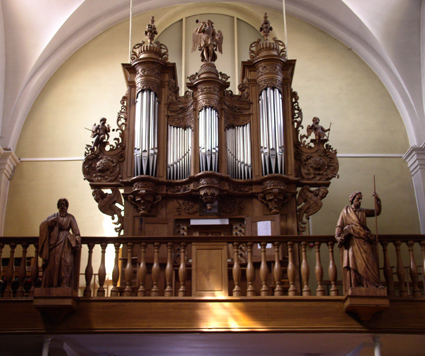
Orgue d'origine (Église Saint-Cyr-et-Sainte-Juliette de Champagnole)

À la Révolution française, les congrégations religieuses sont supprimées et les bâtiments sont déclarés Bien national. En 1795, l'église devient une salpêtrière (fabrique de poudre à canon à base de salpêtre). Ses statues remarquables sont dispersées et sont aujourd'hui conservées entre autres au musée du Louvre, au Metropolitan Museum of Art de New York et au musée des beaux-arts et d'archéologie de Besançon (Gisant de Jean de Bourgogne par Pépin de Huy, fils du comte Othon IV de Bourgogne et de Mahaut d'Artois). Le maître-autel, dessiné par l'architecte bisontin Nicolas Nicole, et la chaire à prêcher sont transférés à la collégiale Saint-Hippolyte voisine, et l'orgue de Marin Carouge est transféré dans l'église Saint-Cyr-et-Sainte-Juliette de Champagnole.
Entre 1802 et 1927, le couvent héberge la sous-préfecture du Jura. Le cloître est démonté en 1934.
En 1833, l'église devient une halle aux grains, puis la Coopérative Viticole de Poligny du vignoble du Jura, de 1907 à 2022.
Le couvent héberge à ce jour le lycée Hyacinthe Friant, de l’éducation nationale, réputé en particulier pour son enseignement hôtelier.
En 2003 l’association « Les Jacobins » est fondée pour appuyer un important programme de restauration artistique de l’église. Achevé en 2022, celui-ci a coûté 5 millions d'euros.